# Степной (Дюрское муниципальное образование)
Степной —хутор в Новоузенском районе Саратовской области в составе сельского поселения Дюрское муниципальное образование. 

## География
Находится на расстоянии примерно 45 километров по прямой на северо-восток от районного центра города Новоузенск.

## История
Официальная дата основания 1929 год.

## Население
Постоянное население составило 210 человек (49% казахи, 36% русские) в 2002 году, 214 в 2010.